# Liden (Piteå)
Västra Liden en Östra Liden zijn twee dorpskernen, die voor de Zweedse statistieken tot één worden gerekend. Het is dan een småort binnen de Zweedse gemeente Piteå. De dorpskernen liggen langs een dwarsstraat van een plaatselijke weg langs de Svensbyån. Het stadje Svensbyn ligt ten noordwesten van de dorpskernen.
Bestuurscentrum: Piteå
Tätort: Bergsviken · Blåsmark · Böle · Hemmingsmark · Hortlax · Jävre · Lillpite · Norrfjärden · Roknäs · Rosvik · Sikfors · Sjulsmark · Svensbyn. 
Småort: Arnemark · Bertnäs · Bertnäs · Edet  · Grundvik · Holmträsk · Koler · Kopparnäs · Långträsk · Maran en Skatan · Näsudden en Berget · Nybyn · Ön · Pålberget · Pite havsbad · Storsund · Svedjan en Träsket · Liden · (Yttrefjärd östra strandbad)
Overig: Borgfors · Flötuträsk · Granträskmark · Gråträsk · Högsböle · Högsböleskiftet · (Infjärden) · Jävrebodarna · Klubbfors · Kvarnbäcken · Långnäs · Munksund · Pitsund · Sjulnäs